# (1206) Numerowia
(1206) Numerowia ist ein Asteroid des Hauptgürtels, der am 18. Oktober 1931 vom deutschen Astronomen Karl Wilhelm Reinmuth entdeckt wurde, der am Observatorium auf dem Königstuhl bei Heidelberg tätig war.
Der Asteroid ist nach dem russischen Astronomen Boris Numerow benannt.